# Carretera de Nebraska 97
La Carretera de Nebraska 97, y abreviada NE 97 (en inglés: Nebraska Highway 97) es una carretera estatal estadounidense ubicada en el estado de Nebraska. La carretera inicia en el Sur desde la US 83  norte de North Platte hacia el Norte en la US 20  en Valentine. La carretera tiene una longitud de 226,6 km (140.78 mi).

## Mantenimiento
Al igual que las autopistas interestatales, y las rutas federales y el resto de carreteras estatales, la Carretera de Nebraska 97 es administrada y mantenida por el Departamento de Carreteras de Nebraska por sus siglas en inglés NDOR.

## Cruces
La Carretera de Nebraska 97 es atravesada principalmente por la  NE 92  este de Tryon
 NE 2  en Mullen.